# Mari Törőcsik
Mari Törőcsik, (Pély, 23 de noviembre de 1935-Szombathely, 16 de abril de 2021), fue una actriz húngara. Intervino en más de 120 películas a partir de 1956. Además fue ganadora en el Festival de Cannes como mejor interpretación femenina debido a su papel en Déryné, Hol Van? en 1977.

## Familia y formación
Nació el 23 de noviembre de 1935 siendo la segunda de cinco hijos. Su familia era de religión católica. Su padre, Joachim Törőcsik , perteneció a una familia campesina, pero debido a su buena trayectoria académica realizó la carrera de maestro, llegó a ser director más adelante. Tenía dos hijas cuando fue convocado como soldado en la Segunda Guerra Mundial. Finalmente, en 1946, regresó a casa tras el conflicto bélico soviético. El nuevo poder lo trató como un fascista, lo hostigó, lo saqueó y lo destituyó de su puesto como director. Su madre, Julia Rusz nació en Heves Lead y también fue maestra.
Asistió a la escuela a los seis años y como un sueño infantil quería ser una actriz famosa. Tenía once años cuando su padre volvió de la cárcel. Siguiendo el ejemplo de su madre y su hermana, estudió en la Escuela de St. Orsolya en Eger y en el internado de damas inglesas en la Escuela primaria y secundaria de Santa María.[cita requerida]

## Carrera
Una de sus obras más notables fue Déryné Hol Van? en 1976, actuación por la que fue galardonada con el Premio a la Mejor Actriz en el Festival de Cannes. La película no tuvo éxito en Hungría, pero si llegó a obtuvo los elogios de la crítica en los Estados Unidos, Italia y Francia. La película fue dirigida por Gyula Maár, su esposo, quien murió en diciembre de 2013.
En 1979 y 1980 fue directora artística del Teatro Kisfaludy en Győr (conocido como Teatro Nacional Győr). Después, entre 1980 y 1990, fue miembro de la banda de Mafilm.[cita requerida]
Entre 1989 y 1992 fue presidenta de la Cámara de Actores de Hungría. Entre 1989 y 1994 fue miembro del consejo del Premio Aase. Enseñó en el Colegio de Artes Teatrales y Cinematográficas como profesora asociada. Fue miembro del Teatro Nacional desde 2002.[cita requerida]

## Últimos años y fallecimiento
Aquejada por una enfermedad se retiró de la vida profesional en 2017. En el mes de marzo de 2021 fue ingresada a causa de un empeoramiento de su salud. Falleció a los ochenta y seis años el 16 de abril de 2021.

## Premios y reconocimientos
Festival Internacional de Cine de Cannes
| Año  | Categoría    | Película                 | Resultado |
| ---- | ------------ | ------------------------ | --------- |
| 1976 | Mejor actriz | Mrs. Dery Where Are You? | Ganadora  |

- Premio Béla Balázs ( 1959 )
- Premio Farkas-Ratkó ( 1960 )
- Premio Mari Jászai ( 1964 , 1969 )
- Excelente artista ( 1977 )
- Premio Pro Arte ( 1981 )
- Premio de Arte Húngaro ( 1989 )
- Cruz del Mérito de Hungría ( 1995 )
- Premio del 50.º Festival Internacional de Cine de Salerno ( 1997 )
- Festival Internacional de Cine de Madrid ( 1997 )
- Miembro eterno de la Sociedad de Inmortales ( 1997 )
- Ciudadano Honorario de Budapest ( 2005 )
- Ciudadano de Pély ( 2005 ) [31]
- Placa conmemorativa de Kölcsey ( 2015 )
- Ciudadano Honorario de New Buda ( 2016 )
- Gran Premio de la Academia de Artes de Hungría ( 2017 )
- Ciudadano de Velem ( 2018 )